# Axel Aabrink
Axel Conrad Petersen Aabrink (* 17. April 1887 in Kopenhagen; † 24. Februar 1965) war ein dänischer Maler.

## Leben
Axel Aabrink war ein Sohn von Jens Christian Aabrink und Anna Jensen. Er erlernte in Kopenhagen bei Georg Møller den Beruf des Möbeltischlers. Diese Profession musste er ausüben, um sich die Ausbildung zum Maler leisten zu können. Er nahm auch Unterricht in der technischen Schule bei H. Grønvold. Ferner absolvierte er Abendkurse bei Kristian Zahrtmann, die in dessen Malschule gegeben wurden. Er war ein Freund des Malers Olaf Rude, ließ sich aber auch von den Werken Albert Gottschalks beeinflussen. 1919 präsentierte er seine Arbeiten auf einer Ausstellung. Seit den frühen 1920er Jahren lebte er abgeschieden nahe Hobro, einer Gemeinde in Jütland. Dort heiratete er am 10. September 1925 Emilie Louise Petersen (1897–1977), Adoptivtochter eines armen Hofbesitzers in Kalundborg, deren Nachnamen er zusätzlich annahm. Er malte stimmungsvolle Bilder der jütländischen Heidelandschaft, die er auf ausgedehnten Spaziergängen durchstreifte. Daneben schuf er u. a. Buchillustrationen. Für die Kirche des unweit Aarhus gelegenen Dorfes Vitten malte er 1938 ein Altarbild in Öl auf Leinwand.